# Station Ballinasloe
Station Ballinasloe is een spoorwegstation in Ballinasloe in het Ierse graafschap Galway. Het station ligt aan de lijn Dublin - Galway. Volgens de dienstregeling van 2015 vertrekken er dagelijks acht treinen in de richting Dublin en tien in de richting Galway.